# Henryków-Urocze

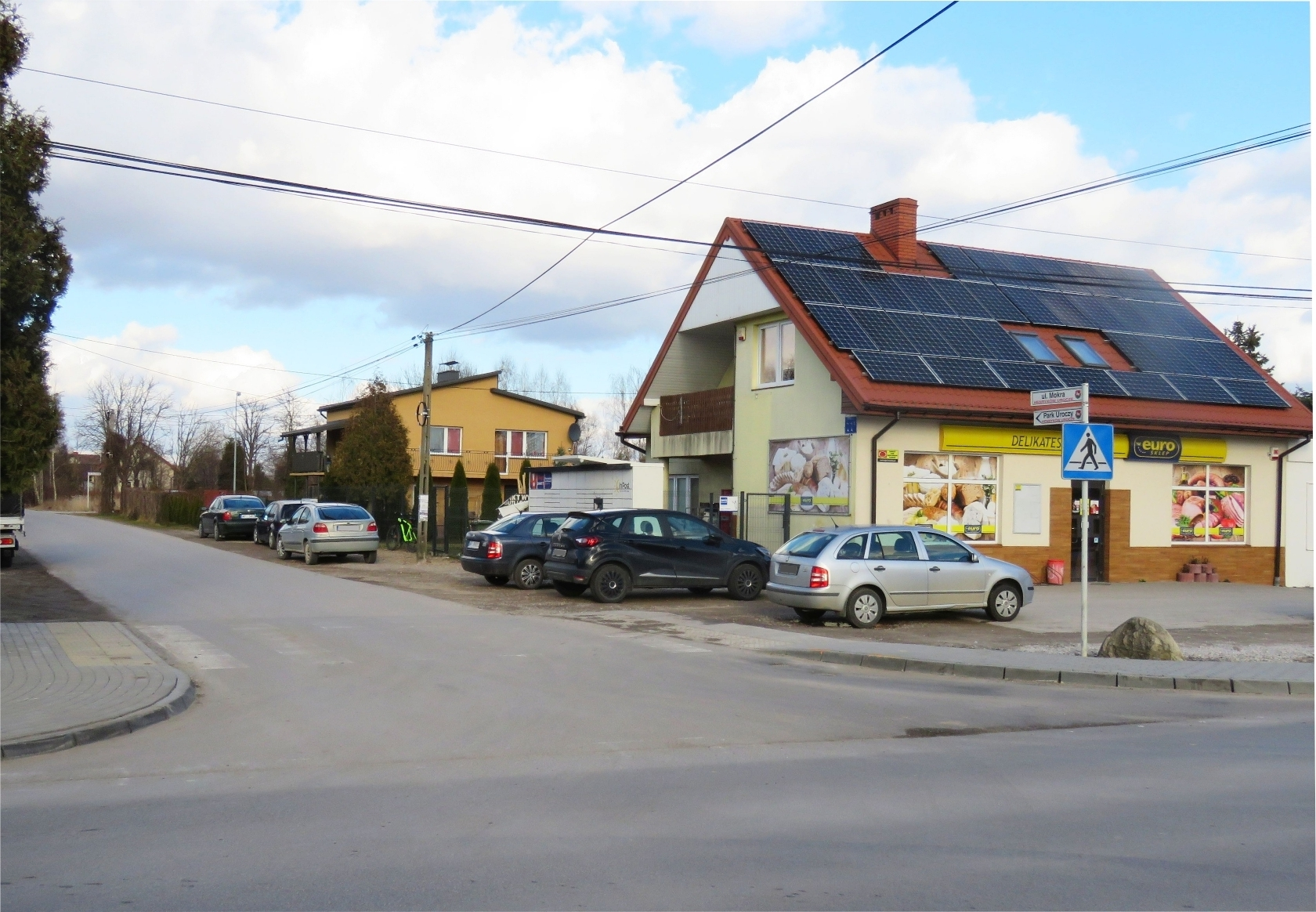
Livsmedelsbutik i byn

Henryków-Urocze är en by i Mazowsze nära Piaseczno i Polen. Den är belägen i Masoviens vojvodskap. Befolkninen uppmättes 2008 till 457 i antalet.